# 个园

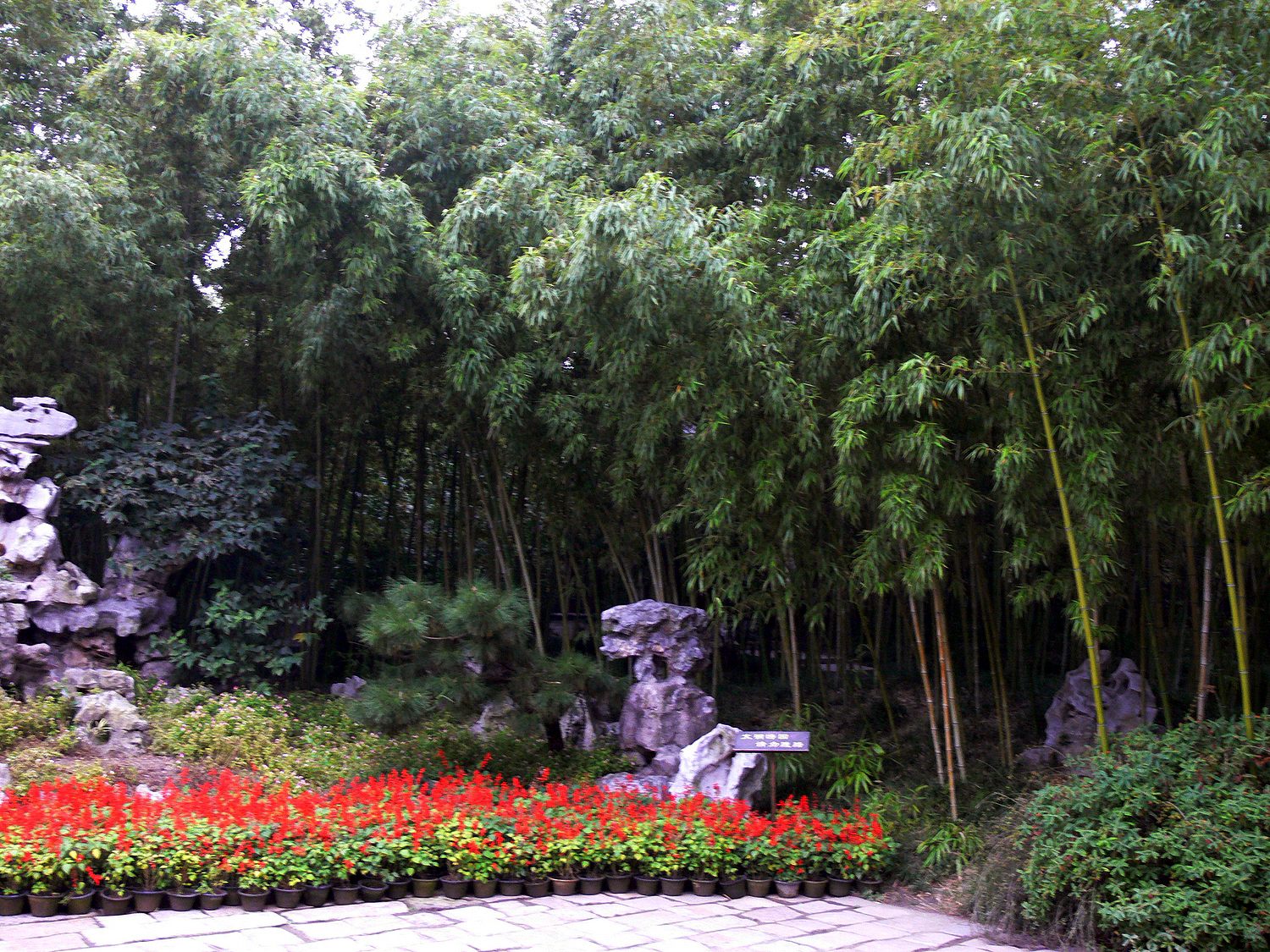
扬州个园竹林

園，位于江苏省扬州城内的东关街，园名源于“月映竹成千个字”的意象。除竹外，最富盛名者四季假山，以石垒成四季之景，徜徉间即遍历春夏秋冬。1988年列为第三批全国重点文物保护单位。

## 历史

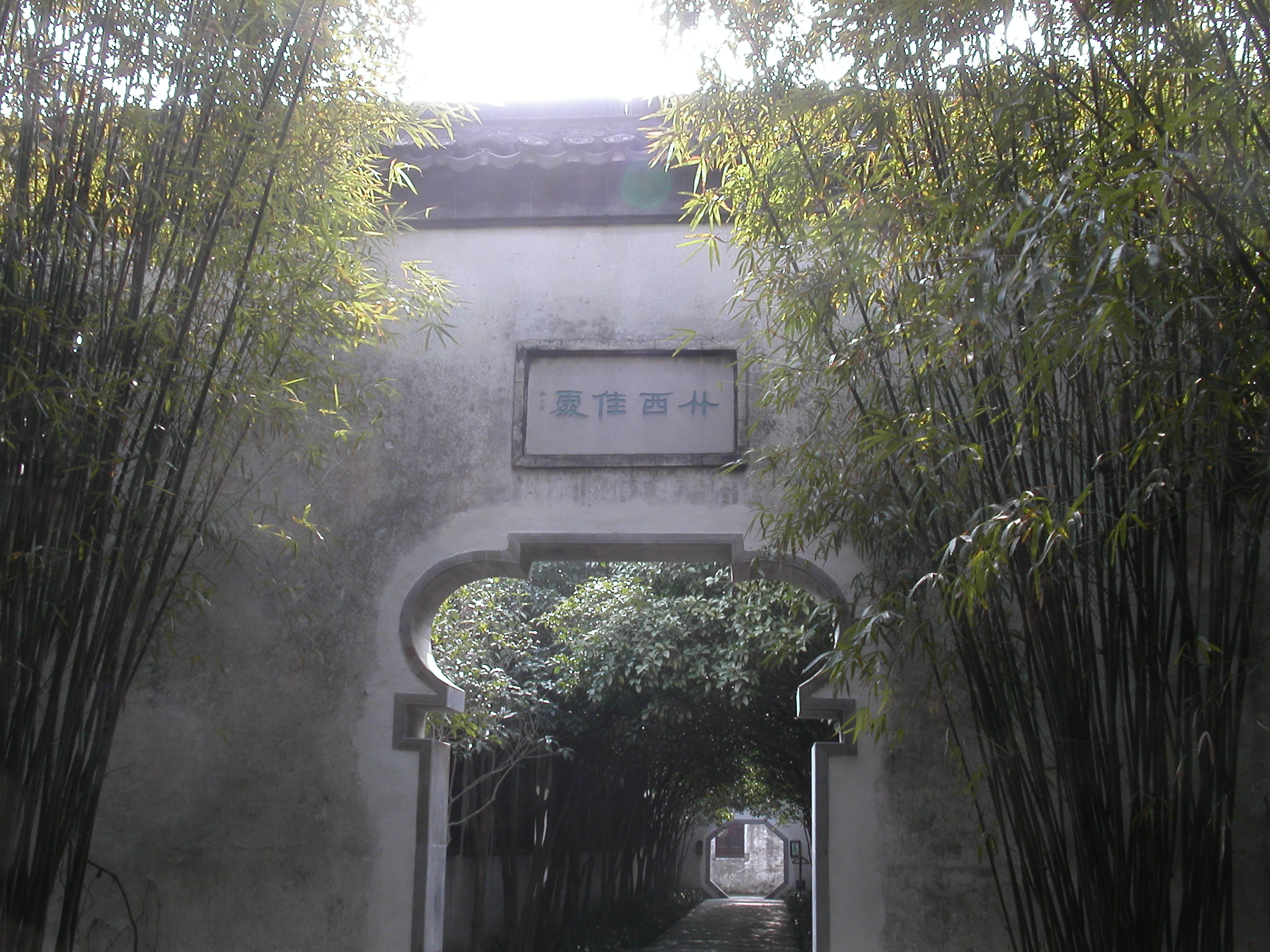
扬州个园竹西佳处

清嘉庆二十三年（1818年），兩淮鹽商黃至筠在明代壽芝園舊址的基础上将其重建并命名为个园。同治初年（1862年）賣給鎮江丹徒鹽商李文安。後軍閥徐寶山在揚州掌權，逼迫各富商認捐。徐寶山覬覦个園已久，迫使李家認捐鉅額款項，李家無力支付，於是被徐逼用个園抵債。徐寶山1913年被革命黨炸死，1926年李家讓出个園，徐氏後个園又易主蔣氏、朱氏等，直至1949年被收歸國有。李家入主个園達60年左右，時間最久，其間將个園逐步完善，乃个園最完整的時期，大多假山乃以李家船隊的壓艙石所建。

## 注
1. ↑  “个”和“箇”為“個”的本字。今使用傳統漢字的地區多用“個”這一字形。个是量词。《六書本義》：“个，竹一枝也。”《方言》：“箇、枚也。”《說文解字注》：“箇，或作个。半竹也。...竹字象林立之形，一莖則一个也。...竹曰个。木曰枚。”鄭康成《儀禮》註：“俗呼个爲個。”《康熙字典》：“個爲後人增加。从个、箇爲正。”